# المشي على الماء
المشي على الماء هو فيلم من نوع غموض ودراما أُصدر في 2004. الفيلم من توزيع Samuel Goldwyn Films ‏، وهو من إخراج ايتان فوكس، أما السيناريو فكان من كتابة Gal Uchovsky ‏ وشتروك اندرياس ‏ وكارولين بيترز وكنوت بيرجر ‏.

## القصة
تقع أحداث الفيلم في برلين. وقصة الفيلم الرئيسية حول رهاب المثلية.

## طاقم التمثيل
- كارولا رينيه  [لغات أخرى]‏
- Eyal Rozales  [لغات أخرى]‏
- Imke Barnstedt  [لغات أخرى]‏
- ليئور اشكنازي
- يوسف سويد
- عماد جبارين  [لغات أخرى]‏
- نسرين جوادزاده
- جوشوا سيمون
- كنوت بيرجر [الإنجليزية]‏
- هانس زيشلر
- جدعون شيمر  [لغات أخرى]‏
- هوغو ياردين  [لغات أخرى]‏
- Yuval Semo [الإنجليزية]‏
- Georgea Regout [الإنجليزية]‏
- كارولين بيترز

## الإنتاج
موسيقى الفيلم التصويرية كانت من تأليف عبري ليدر.

## وصلات خارجية
- المشي على الماء على موقع IMDb (الإنجليزية)
- المشي على الماء على موقع ميتاكريتيك (الإنجليزية)
- المشي على الماء على موقع روتن توميتوز (الإنجليزية)
- المشي على الماء على موقع نتفليكس (الإنجليزية)
- المشي على الماء على موقع ألو سيني (الفرنسية)
- المشي على الماء على موقع Turner Classic Movies (الإنجليزية)
- المشي على الماء على موقع أول موفي (الإنجليزية)
- المشي على الماء على موقع فيلمافينيتي (الإسبانية)
- المشي على الماء على موقع قاعدة بيانات الفيلم (الإنجليزية)
- المشي على الماء على موقع ليتربوكسد (الإنجليزية)